# Retrato de la bailarina Anita Berber
El retrato de la bailarina Anita Berber (en alemán: Porträt der Tänzerin Anita Berber) es una pintura realizada por el pintor alemán Otto Dix en 1925. La pintura fue realizada con óleo y temple sobre madera contrachapada. Tiene las dimensiones de 120 x 65 cm. Representa a la bailarina Anita Berber, una celebridad de la República de Weimar, conocida por sus actuaciones escandalosas y su estilo de vida licencioso, y se encuentra en la colección del Sammlung Landesbank Baden-Württemberg en préstamo al Kunstmuseum Stuttgart, Alemania.

## Descripción
Dix conocía personalmente a Berber, habiendo asistido a varias de sus representaciones. Aunque Berber posó desnuda para este retrato, Otto Dix decidió representarla sobre un fondo rojizo, con un vestido largo rojo purpúreo. El vestido muy ceñido y de cuello alto cubre así todo su cuerpo excepto las manos, aunque su anatomía se trasluce a través de la tela fluida. De pie vista hasta las rodillas, ella  mira a la izquierda, mientras adopta una pose de vampiresa, con la mano derecha descansando sobre su cadera y la izquierda delante del muslo. Su cabello corto también es rojo, con flequillo y ondulado en la nuca; usa un maquillaje blanco muy espeso, los ojos perfilados de negro con raya hacia la sien y las cejas pintadas en arco, los labios tampoco siguen su contorno natural sino que el rojo se aplica solo en el centro para crear la llamada "boca de piñón", que fue tendencia en los años 1920 entre las jóvenes a la última moda, todo lo cual le da a su rostro una apariencia de máscara. Su imagen enfatiza su sexualidad desinhibida y su condición de icono sexual de su tiempo.
La pintura formó parte de la edición de dos sellos de Deutsche Post para conmemorar el centenario del nacimiento de Otto Dix en 1991.